# Kalip
Kalip [kálip] (Kalipos, Kalippus, Calippus) (starogrško Κάλλιπος: Kállipos), starogrški astronom, * okoli 370 pr. n. št., Kizik, (Kyzikos, Cyzic, Cyzicus) na Mramornem morju, † 300 pr. n. št.

## Življenje in delo
Kalip je bil Evdoksov učenec na Platonovi Akademiji. Izpopolnil je Evdoksovo teorijo gibanja planetov. Poskusil je rešiti problem enakomernega gibanja teles na nebu z domnevnimi homocentričnimi področji. S tem ni mogel opisati tudi nadaljnjega gibanja zvezd. Poleg tega bi se morali planeti dvigati in potem spet premikati vzvratno. Tega ni bilo mogoče skladno povezati z domnevo homocentričnih področij. Čim več nadrobnosti planetarnega gibanja so odkrili, tem več krogel so morali dodati tistim, ki jih je že Evdoks prvotno predlagal. Po Kalipu se je to število postopoma povečalo. Iz opazovanj planetnih gibanj je ugotovil, da 26. Evdoksovih homocentričnih krogel ne zadošča za opis teh gibanj, ne glede na to kako jih uredimo. Evdoksovim kroglam je tako dodal še 8 novih. Ta druga domneva z izsrednimi (ekscentričnimi) krogi in epicikli je bila bolj primerna in se je prijela. S podobno teorijo se je ukvarjal tudi njegov učitelj Evdoks.
Gibanje Sonca je Kalip opisal z dvema dodatnima kroglama, s katerima je upošteval, da letni časi niso enako dolgi. Glede na zapis v Aristotelovi Metafiziki je enako naredil pri Luni, ter po eno takšno kroglo dodal še pri gibanju Merkurja, Venere in Marsa. Skupaj z Evdoksovim prijateljem Polemarkom sta se menda sestala z Aristotelom v Atenah in razpravljala o tem, da s homocentričnimi kroglami ni mogoče opisati pojava, da se nam zdita Venera in Mars ob opoziciji enkrat večja, drugič pa manjša. Kalip je uvedel nove krogle zato, da bi ustregel vse natančnejšim merjenjem, od katerih naj bi bila nekatera natančna na okoli 0,5 %. To je bil osamljen zgoden zgled za medsebojni vpliv merjenja in teorije. Kalip je natančno meril dolžine letnih časov in navedel zanje dolžine 94, 92, 89 in 90 dni, po vrsti od pomladnega enakonočja. Ta razlika dolžin letnik časov kaže na razliko navidezne hitrosti Sonca, ki se imenuje Sončeva anomalija.
Pri merjenju dolžine leta je sledil tudi Metonovemu delu in je razdelal natančen lunisolarni koladar.
Ptolemaj je navedel, da je Kalip leta 329 pr. n. št. predložil cikel s 76 leti v astralnem koledarju:
```
383 355 354 384 354 384 355 354 384 354 355 384 354 384 354 355 385 354 354 384 
355 354 384 354 384 355 354 384 354 355 384 354 384 354 355 383 355 354 384 355 
354 384 354 384 354 355 384 354 354 384 355 384 354 354 384 355 354 384 354 355 
384 354 384 354 355 384 354 354 384 355 384 354 354 384 355 354
```

ali skupaj 27.759 dni. Dolžina siderskega (zvezdnega) leta je v povprečju 365,25 dni. Metonov cikel ima 19 tropskih let in 235 sinodskih mesecev s 6940 dnevi. Kalipov cikel 76 let je bolje od Metonovega cikla časovno uskladil Lunina in Sončeva leta in ima en dan manj od štirih Metonovih ciklov z 19 leti in je izboljšava. V Kalipovem ciklu se prvo leto začne na poletni Sončev obrat 28. junija 330 pr. n. št. (datum v proleptičnem julijanskem koledarju). Kasneje je verjetno začel šteti Lunine mesece od prvega meseca po zmagi Aleksandra Velikega pri Gavgamelah jeseni leta 331 pr. n. št. Kalip je tako dobil svoje podatke iz babilonskih virov in je njegov koledar pospešilo Kidinujevo delo. Kalipov cikel 19 let je enak 6439 3/4 dni ali natančno 365 1/4 dni na leto.
Če delimo Metonov in Kalipov cikel z 235, dobimo koledarsko dolžino meseca z napakama 1,9 minute (114 sekund) in 22 sekund. Ni znano ali je bil kasnejši babilonski mesec z dolžino 29 dni 12 ur in 44+1/18 minut znan pred letom 300 pr. n. št. Ta cikla so uporabljali kasnejši astronomi za datiranje opazovanj.

## Priznanja
Poimenovanja
Po njem se imenuje krater na Luni Kalip (Calippus) s koordinatama 38,9° severno; 10,7° zahodno, premerom 32 km in globino 2,7 km.